# Codford St Mary
Codford St Mary – wieś w Anglii, w hrabstwie Wiltshire, w dystrykcie (unitary authority) Wiltshire, w civil parish Codford, położona nad rzeką Wylye. Leży 11,4 km od miasta Warminster, 19,6 km od miasta Salisbury i 141,5 km od Londynu. W 1931 roku civil parish liczyła 253 mieszkańców.